# Lazar Balević
Lazar Balević (in serbo A?; Kruševac, 24 agosto 2007) è un calciatore serbo, portiere del Napredak Kruševac.

## Carriera

### Club
Cresciuto nel settore giovanile del Napredak Kruševac, ha debuttato in prima squadra il 14 aprile 2024 nell'incontro di prima divisione serba vinto 2-0 contro il Radnik Surdulica; a partire dalla stagione successiva ha iniziato a giocare da titolare, venendo poi riconfermato in rosa anche per la stagione 2025-2026.

### Nazionale
Ha giocato con la nazionale serba Under-18.

## Statistiche

### Presenze e reti nei club
Statistiche aggiornate al 13 agosto 2025.
| Stagione                 | Squadra                  | Campionato               | Campionato | Campionato | Coppe nazionali | Coppe nazionali | Coppe nazionali | Coppe continentali | Coppe continentali | Coppe continentali | Altre coppe | Altre coppe | Altre coppe | Totale | Totale | Totale |
| Stagione                 | Squadra                  | Comp                     | Pres       | Reti       | Comp            | Pres            | Reti            | Comp               | Pres               | Reti               | Comp        | Pres        | Reti        | Pres   | Reti   |        |
| ------------------------ | ------------------------ | ------------------------ | ---------- | ---------- | --------------- | --------------- | --------------- | ------------------ | ------------------ | ------------------ | ----------- | ----------- | ----------- | ------ | ------ | ------ |
| 2023-2024                | Napredak Kruševac        | SL                       | 3          | -13        | CS              | 0               | 0               | -                  | -                  | -                  | -           | -           | -           | 3      | -13    |        |
| 2024-2025                | Napredak Kruševac        | SL                       | 23         | -26        | CS              | 1               | -4              | -                  | -                  | -                  | -           | -           | -           | 24     | -30    |        |
| 2025-2026                | Napredak Kruševac        | SL                       | 4          | -10        | CS              | 0               | 0               | -                  | -                  | -                  | -           | -           | -           | 4      | -10    |        |
| Totale Napredak Kruševac | Totale Napredak Kruševac | Totale Napredak Kruševac | 30         | -49        |                 | 1               | -4              |                    | -                  | -                  |             | -           | -           | 31     | -53    |        |
| Totale carriera          | Totale carriera          | Totale carriera          | 30         | -49        |                 | 1               | -4              |                    | -                  | -                  |             | -           | -           | 31     | -53    |        |